# Corydalis cava
La Colombina cava (nome scientifico Corydalis cava (L.) Schweigger & Kōrte, 1811) è una piccola pianta erbacea, perenne e bulbosa appartenente alla famiglia delle Papaveraceae, diffusa nell'Europa continentale.

## Tassonomia
Il genere della  “Colombina cava” è abbastanza numeroso con circa 300 specie, di queste meno di una decina sono spontanee della nostra flora. La posizione tassonomica rispetto alla famiglia è invece in via di definizione: secondo la classificazione del Sistema Cronquist (degli anni '80 e considerata ormai “classica”) la specie di questa scheda appartiene alla famiglia delle Fumariaceae e relativo ordine delle Papaverales; mentre secondo le ultime ricerche filogenetiche del gruppo APG II System è stata spostata alla famiglia delle Papaveraceae e all'ordine delle Ranunculales (vedi tabella a destra). 
La presente specie appartiene alla sezione Bulbocapnos (Bernh.) W.D.J.Koch caratterizzata dall'avere un tubero nella parte ipogea, dei fusti semplici con poche foglie e un unico racemo terminale.

### Variabilità
L'elemento più evidente di variabilità è il colore della corolla che nell'ambito della stessa popolazione può variare fino al violetto oppure al bianco. Di seguito sono indicate alcune varietà e sottospecie (l'elenco può non essere completo e alcuni nominativi sono considerati da altri autori dei sinonimi della specie principale o anche di altre specie):
- Corydalis cava (L.) Schweigg. & Körte subsp. cava (sinonimo = C. cava (L.) Schweigg. & Körte subsp. blanda (Schott) Chater)
- Corydalis cava (L.) Schweigg. & Körte subsp. blanda (Schott) Chater (sinonimo = C. cava (L.) Schweigg. & Körte subsp. cava)
- Corydalis cava (L.) Schweigg. & Körte subsp. marschalliana (Pall.) Chater (1964) (sinonimo = C. marschalliana (Pall.) Pers.)

### Ibridi
Nell'elenco che segue sono indicati alcuni ibridi interspecifici:
- Corydalis ×campylochila Teyber (1910) – Ibrido fra: C. cava subsp. cava e C. solida subsp. solida
- Corydalis ×moravica Smejkal – Ibrido fra: C. cava subsp. cava e C. pumila

### Sinonimi
La specie di questa scheda, in altri testi, può essere chiamata con nomi diversi. L'elenco che segue indica alcuni tra i sinonimi più frequenti:
- Corydalis albiflora Kit. in Kanitz (1863)
- Corydalis bulbosa Pers.
- Corydalis bulbosa auct., non DC.
- Corydalis stummeri Pantocsek (1881)
- Corydalis tuberosa DC. (1805)
- Fumaria bulbosa var. cava L. (1753) (basionimo)
- Pistolochia bulbosa Sojak

### Specie simili
- Corydalis solida (L.) Swartz – Colombina minore: si differenzia in quanto le brattee dei fiori sono divise all'apice in modo digitato, le foglie sono divise più profondamente e inoltre i fiori sono privi di sepali. La diffusione in Italia è lievemente più rara.
- Corydalis intermedia (L.) Merat. - Colombina media: il bulbo in questa specie è pieno; le foglie cauline inferiori alla base presentano una grossa squama. Anche questa pianta è più rara della specie di riferimento.

## Etimologia
L'etimologia del nome generico (corydalis) deriva da un vocabolo greco (korydalis) che significa “allodola” e fa riferimento allo sperone terminale del fiore che ricorda il dito posteriore delle allodole. I primi ad usare tale termine per queste piante sono stati il medico greco antico ellenista Galeno (Pergamo, 129 – 216)  e il naturalista belga Rembert Dodoens, vissuto fra il 1517 e il 1585. Nome ripreso dal botanico e micologo svizzero Augustin Pyrame de Candolle (Ginevra, 4 febbraio 1778 – 9 settembre 1841), ma introdotto definitivamente nella botanica sistematica dal botanico francese Étienne Pierre Ventenat (1757-1808).
L'epiteto specifico (cava) deriva dal particolare bulbo cavo, organo ipogeo di questa pianta.
I primi a studiare e quindi classificare questa specie sono stati i naturalisti e botanici tedeschi Heinrich Friedrich Franz Körte (17 marzo 1782 in Aschersleben -  30 gennaio 1845 Lüdersdorf a Möglin) e August Friedrich Schweigger (8 settembre 1783 a Erlangen - 28 giugno 1821 ad Agrigento, Sicilia) in una pubblicazione del 1811. Ma prima ancora questa pianta era stata catalogata dal biologo e scrittore svedese, considerato il padre della moderna classificazione scientifica degli organismi viventi, Carl von Linné (Rashult, 23 maggio 1707 –Uppsala, 10 gennaio 1778).

I tedeschi chiamano questa pianta: Hohler Lerchensporn; i francesi la chiamano Corydale à tubercule creux; mentre gli inglesi la chiamano Hollow-root.

## Descrizione

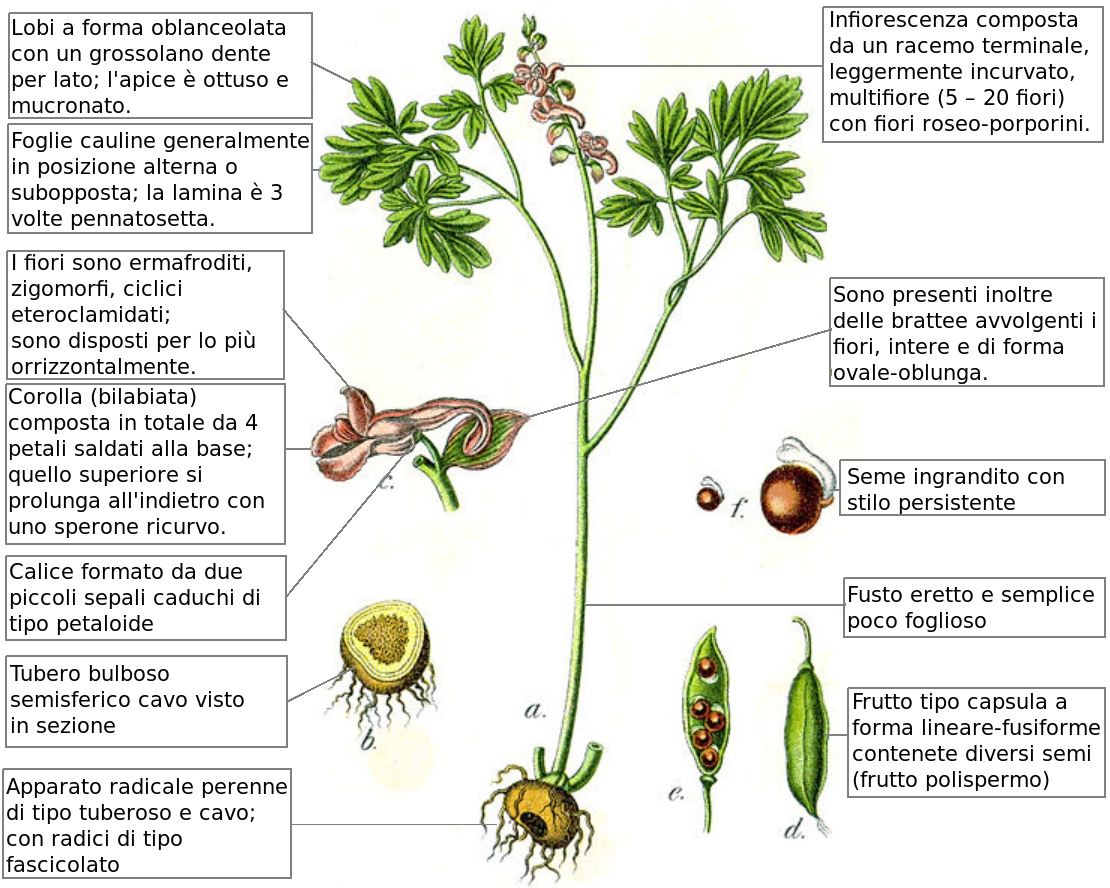
Descrizione delle parti della pianta

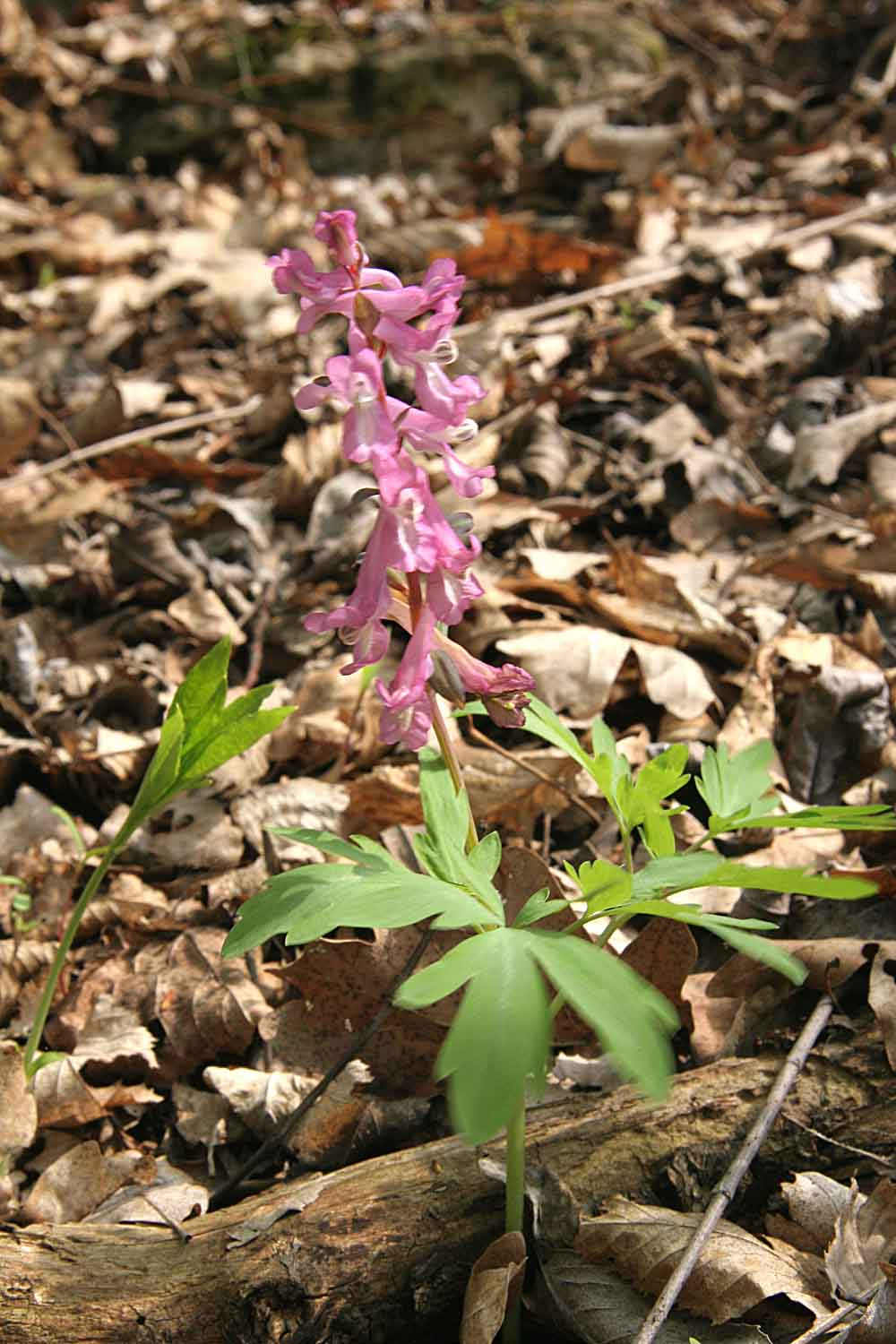
Il portamento

L'aspetto della pianta nell'insieme è glabro e glauco. L'altezza varia da 10 a 35 cm. È inoltre una pianta lattiginosa. La forma biologica è  geofita bulbosa (G bulb), sono piante perenni erbacee che portano le gemme in posizione sotterranea. Durante la stagione avversa non presentano organi aerei e le gemme si trovano nel bulbo sotterraneo, organo di riserva che annualmente produce nuovi fusti, foglie e fiori.

### Radici
Questa pianta possiede un apparato radicale perenne di tipo tuberoso (bulbo subsferico); la particolarità di questo tubero è quella di diventare precocemente cavo. Le radici vere  e proprie sono di tipo fascicolato. Diametro del bulbo: 1,5 – 4 cm.

### Fusto
Il fusto (eretto) è semplice e poco foglioso (2 foglie normalmente); è inoltre privo di squame.

### Foglie

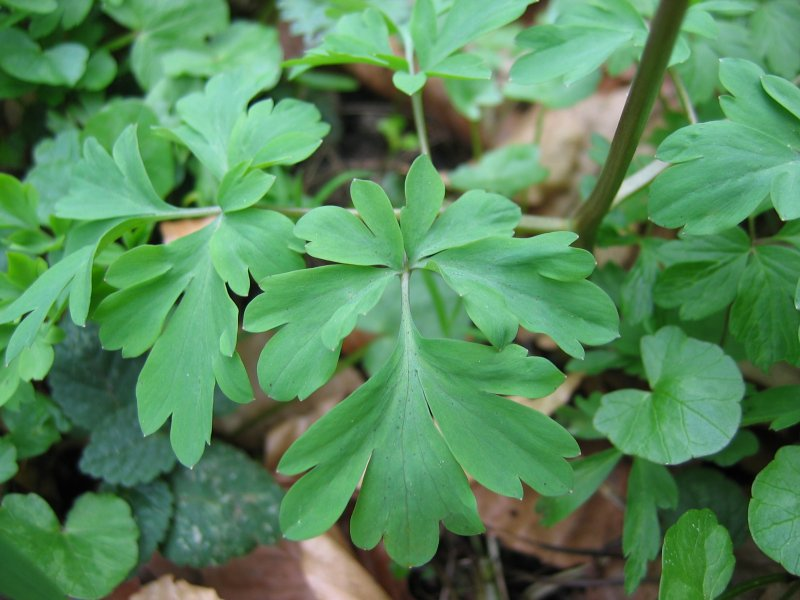
Le foglie

Tutte le foglie sono glauche (un verde forte quasi bluastro) e più volte pennatosette con segmenti cuneiformi alla base.
- Foglie basali: le foglie radicali sono 3 - 4 volte ternate con segmenti (o lobi) a forma oblanceolata con un grossolano dente per lato; l'apice è ottuso e mucronato.
- Foglie cauline: generalmente sono 2 in posizione alterna o sub-opposta; la lamina è 3 volte pennatosetta. Le foglie sono prive di stipole.

Dimensione dei lobi delle foglie radicali: larghezza 8 – 16 mm, lunghezza 22 – 35 mm.

### Infiorescenza

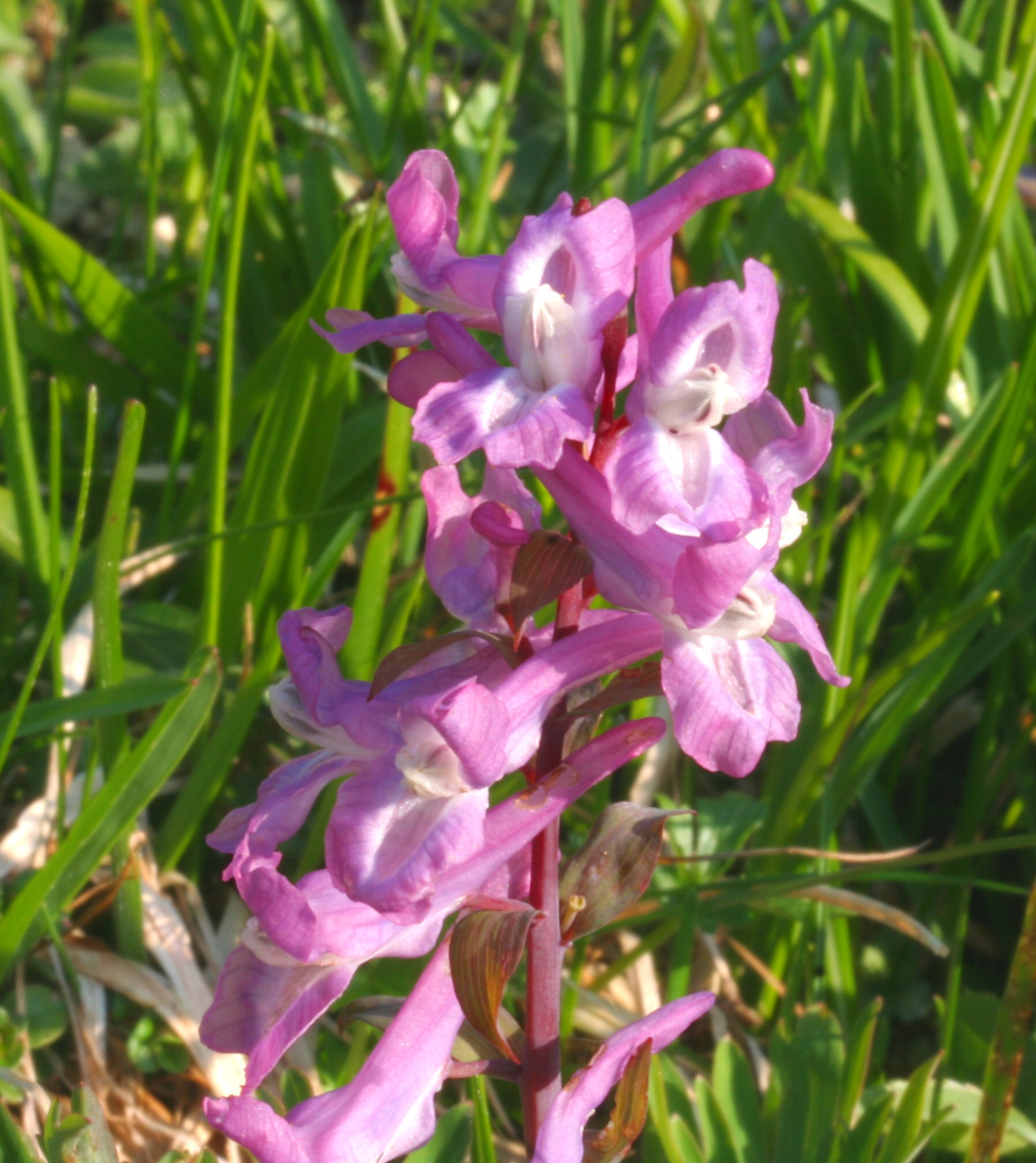
Infiorescenza Località Valmorel, Limana (BL), 800 m s.l.m. - 28/04/2008

L'infiorescenza è composta da un racemo terminale, leggermente incurvato, multifiore (5 – 20 fiori) con fiori che variano dal bianco al roseo-porporino, al viola. Sono presenti inoltre delle brattee avvolgenti i fiori, intere e di forma ovale-oblunga. L'infiorescenza è lunga il doppio delle foglie cauline. Dimensioni delle brattee (quelle inferiori): larghezza 7 mm, lunghezza 20 mm.

### Fiori

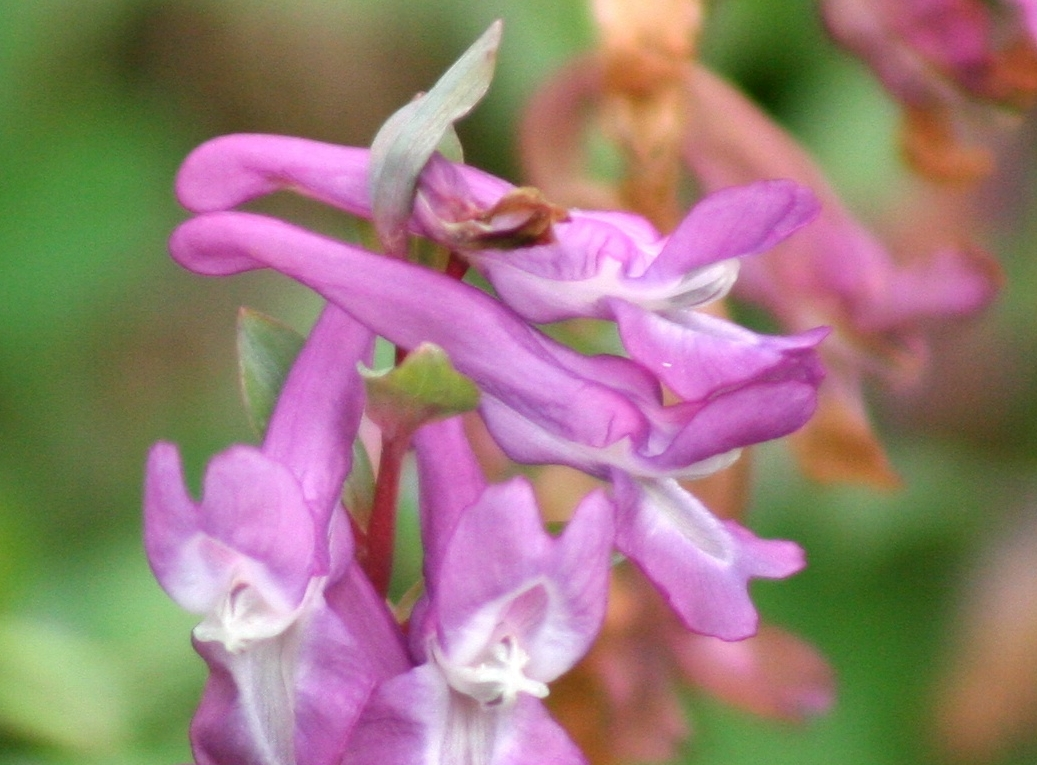
Corolla a sperone Località Farra, Mel (BL), 330 m s.l.m. - 28/03/2007

I fiori sono ermafroditi, zigomorfi, ciclici e eteroclamidati. I fiori sono disposti per lo più orizzontalmente.
- Formula fiorale:

* K 2, C 2+2, A (6), G (2) (supero) 
- Calice: il calice è formato da due piccoli sepali caduchi di tipo petaloide. Dimensione dei sepali: 0,5 mm.
- Corolla: la corolla (bilabiata = due petali + due petali) è composta in totale da quattro petali saldati alla base; quello superiore, il più grande, si prolunga all'indietro con una forma che ricorda uno sperone (all'apice è ricurvo verso il basso). Lo sperone contiene del nettare. Dimensione dello sperone: 8 – 15 mm (la corolla in totale è lunga 20–25 mm). Orientamento dell'incurvatura dello sperone: da 40° a 90°.
- Androceo: gli stami sono sei e di tipo diadelfo; il polline presenta una particolarità: è auto-sterile (è inibita l'autoimpollinazione).
- Gineceo: lo stilo è unico di tipo filiforme e termina con un doppio stigma; mentre l'ovario (uniloculare) è supero (o libero) formato da 2 carpelli uniti.
- Fioritura: da marzo a maggio
- Impollinazione: tramite api.

### Frutti
Il frutto è una capsula a forma lineare-fusiforme contenente diversi semi (frutto polispermo). Dimensione della capsula: larghezza 3 – 4 mm, lunghezza 15 – 20 mm.

## Distribuzione e habitat
- Geoelemento: il tipo corologico (area di origine) è Europeo-Caucasico.
- Diffusione: è comune al nord, un po' meno al sud. Sull'arco alpino è presente soprattutto al centro e ad oriente. Fuori dall'Italia si trova su tutti i rilievi europei continentali e centrali. Fuori dall'Europa si trova nel Caucaso orientale, nell'Iran e Turchia asiatica.
- Habitat: è spontanea nei boschi di latifoglie (soprattutto carpino e robinia), e fra le siepi; ma anche fra i pioppeti, saliceti e faggete. Il substrato preferito è calcareo o calcare-siliceo con pH basico-neutro e alti valori nutrizionali del terreno che deve essere mediamente umido.
- Diffusione altitudinale: dal piano fino a 1000 m s.l.m.; si trova quindi nei piani collinari e montani. Sugli Appennini può raggiungere quote attorno ai 1700 m s.l.m..

## Fitosociologia
Dal punto di vista fitosociologico la specie di questa scheda  appartiene alla seguente comunità vegetale:
Formazione: comunità forestali
Classe: Carpino-Fagetea
Ordine: Fagetalia sylvaticae

## Usi

### Farmacia
- Sostanze presenti: sono presenti degli alcaloidi tossici (contenuti nella parte ipogea – il bulbo) per cui è considerata una pianta velenosa (alcuni testi si riferiscono a morte per paralisi cardiaca). Altre sostanze presenti: gli enzimi berberina reduttasi e coridalina sintasi e tubocurarina.
- Proprietà presenti: dal punto di vista farmacologico (secondo la medicina popolare) è una pianta sedativa (calma stati nervosi o dolorosi in eccesso), antispasmodica (attenua gli spasmi muscolari, e rilassa anche il sistema nervoso), antibiotica (blocca la generazione di microbi e batteri), cardiotonica (regola la frequenza cardiaca), vasocostrittrice (restringe i vasi sanguigni aumentandone la pressione); ma è considerata anche allucinogena. In particolare sembra documentata un'azione analgesica sul sistema nervoso somatico. Questa pianta è studiata per il trattamento della malattia di Parkinson.[4]
- Parti usate: soprattutto il tubero.

### Giardinaggio
Queste piante sono molto valide per i giardini alpini e rocciosi. Si usano come ornamento di rocce e muri. Sono piante che si riseminano spontaneamente per cui non hanno bisogno di molte cure. Vanno sistemate in zone aperte, un po' protette e mediamente ombreggiate.

## Galleria d'immagini

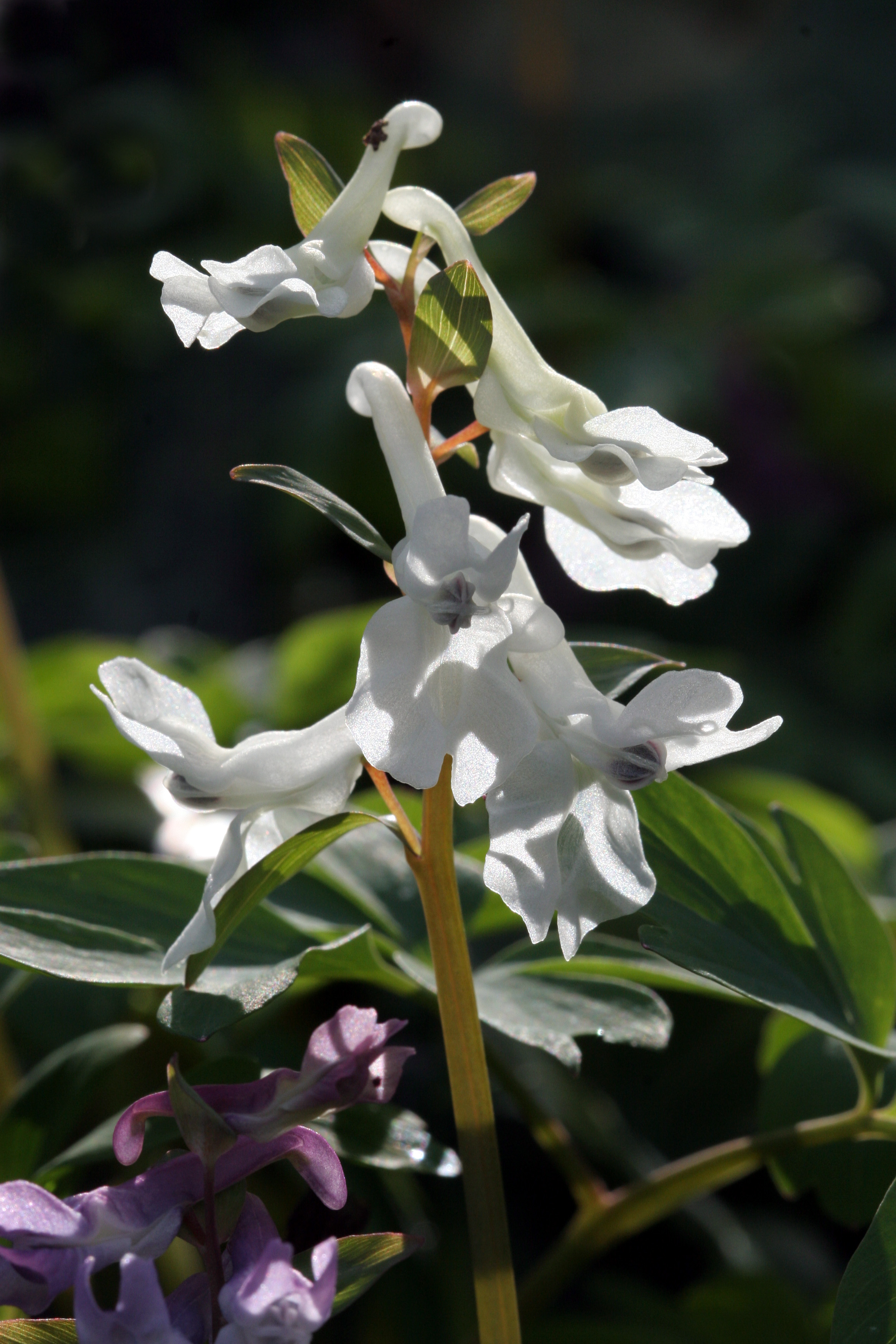
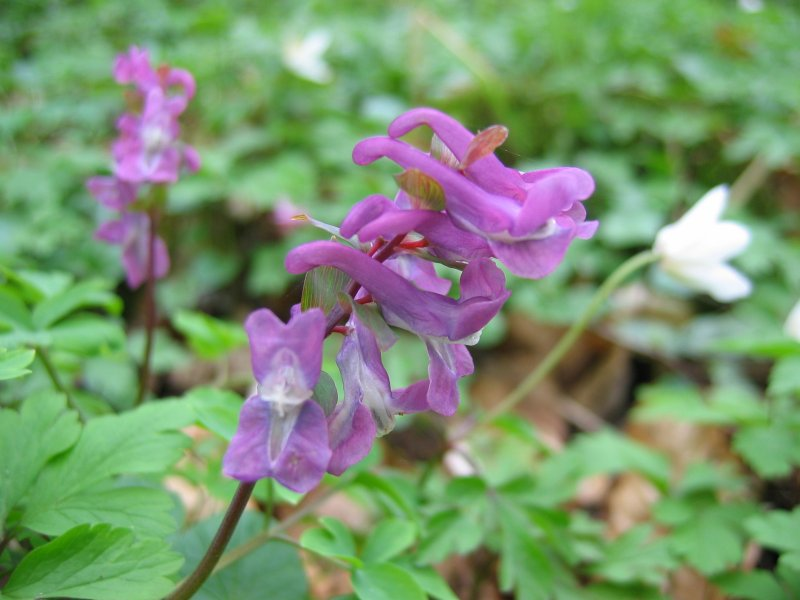
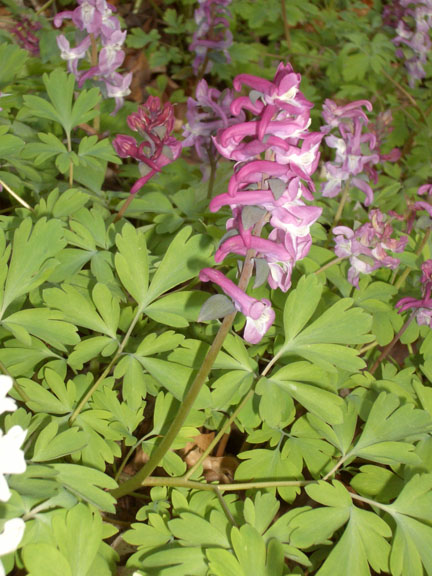
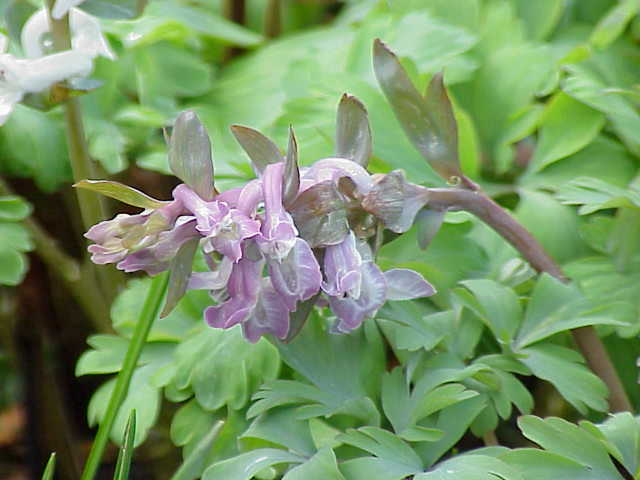